# Inspecteur de l'Éducation nationale
Pour les articles homonymes, voir IEN.
En France, les inspecteurs de l'Éducation nationale (IEN) sont des fonctionnaires chargés du suivi des enseignants du premier degré, professeurs des écoles comme instituteurs, ou des professeurs de lycée professionnel (PLP) ou chargés de l'information et de l'orientation.

## Histoire
Le corps des IEN a été créé, en même temps que celui d'Inspecteur d'académie - inspecteur pédagogique régional (IA-IPR) par le décret no 90-675 du 18 juillet 1990,. Le nouveau corps regroupe alors trois corps d'inspecteurs distincts.
Les inspecteurs départementaux de l'éducation nationale sont les héritiers de l'inspection de l'enseignement primaire créée dans la lignée de la loi Guizot en 1835. Longtemps régie par le décret organique du 18 janvier 1877 sur l'organisation de l'enseignement primaire, l'« inspection primaire » est complétée par la fonction d'inspectrice des écoles maternelles. Les uns et les autres sont regroupés en 1969 dans le nouveau corps des inspecteurs départementaux de l'éducation nationale. Les directeurs et directrices d'écoles normales étaient souvent choisis parmi les inspecteurs départementaux de l'éducation nationale.
Les inspecteurs de l'enseignement technique sont institués en juin 1888, en lien avec les écoles manuelles d’apprentissage, même si le corps reste modeste jusqu'à la création des comités départementaux de l’enseignement technique en 1911. 
Les inspecteurs de l'information et de l'orientation sont issus des inspecteurs de l'orientation professionnelle institués en 1956. La nouvelle appellation vient du décret du 21 avril 1972 réorganisant les personnels de l'orientation scolaire et professionnelle.

## Fonctions
Les IEN ont pour fonction de mettre en œuvre la politique éducative du pays. Leurs missions générales sont fixées aux articles R.241-18 à R.241-21 du code de l'éducation.
Le corps des IEN est organisé en quatre grandes spécialités :
- IEN chargés d'une circonscription du premier degré (IEN-CCPD),
- IEN chargés de l'information et de l'orientation (IEN-IO),
- IEN intervenant sur l'enseignement professionnel pour les enseignements généraux (IEN-EG),
- IEN intervenant sur l'enseignement professionnel pour les spécialités professionnelles (IEN-ET).

### IEN chargés de circonscription
Lorsqu'ils sont chargés d'une circonscription de l'enseignement primaire, les IEN assurent l'encadrement hiérarchique et l'administration des écoles primaires et des personnels enseignants. À ce titre, ils inspectent et proposent un avis de note au directeur académique des services de l'Éducation nationale (DASEN) qui arrête la note des professeurs des écoles et des instituteurs des écoles maternelles et élémentaires.
Ils organisent des actions de formation continue ainsi que des journées pédagogiques ou d'information pour les enseignants de leur circonscription. Ils sont assistés dans cette tâche par des conseillers pédagogiques, instituteurs-maîtres formateurs ou professeurs des écoles-maîtres formateurs (enseignants du premier degré ayant passé avec succès les épreuves d'un certificat d'aptitude à exercer ce type de fonctions, le CAFIPEMF).
Les IEN assurent également un travail administratif important : ils sont chargés, sur délégation des directeurs académiques, de l'exécution des arrêtés rectoraux concernant le déroulement des carrières des professeurs des écoles et des instituteurs. Ils donnent leur avis sur la titularisation et l'avancement de ceux-ci. Ils exercent des « responsabilités consultatives » en matière d'ouverture et de fermeture de classe (décision finale du DASEN) et de construction d'écoles publiques (décision des collectivités territoriales compétentes).

### IEN de l'enseignement professionnel
D'autres IEN interviennent au niveau d'une académie pour travailler auprès des enseignants des lycées professionnels (LP). Ceux qui sont chargés des enseignements généraux (IEN-EG) sont spécialisés dans les disciplines lettres, histoire-géographie, mathématiques-sciences et langues vivantes.
Tout comme leurs collègues des enseignements généraux, ceux de spécialités techniques interviennent en LP mais pour les spécialités professionnelles (IEN-ET). Certains sont spécialistes des secteurs industriels (IEN-ET STI), des professions relevant des sciences biologiques et des sciences sociales appliquées (IEN-ET SBSSA), et d'autres du secteur tertiaire (IEN-ET Économie et gestion). Interviennent également des IEN arts appliqués.
Les IEN-EG et les IEN-ET inspectent les professeurs de lycée professionnel, arrêtent leur note pédagogique et participent à leur recrutement, leur titularisation et leur avancement.
En dehors de la mission classique de l'inspection individuelle, ils assurent des missions d'évaluation du système éducatif et sont impliqués dans les examens (CAP, baccalauréats professionnels). Ils opèrent également en enseignement privé ainsi que dans les centres de formation d'apprentis pour y contrôler les enseignements. Ils sont amenés à formuler des avis sur l'évolution des structures pédagogiques des lycées professionnels et des équipements techniques nécessaires aux formations. Les IEN-EG et les IEN-ET sont placés sous l'autorité des recteurs.

### Autres fonctions
Certains IEN exercent des fonctions de conseiller technique auprès du recteur ou du DASEN, dans les domaines des enseignements primaire, technique, professionnel et de l'apprentissage, de l'information et de l'orientation (IEN-IO), de l'adaptation et de la scolarisation en situation de handicap (ASH).

## Circonscriptions

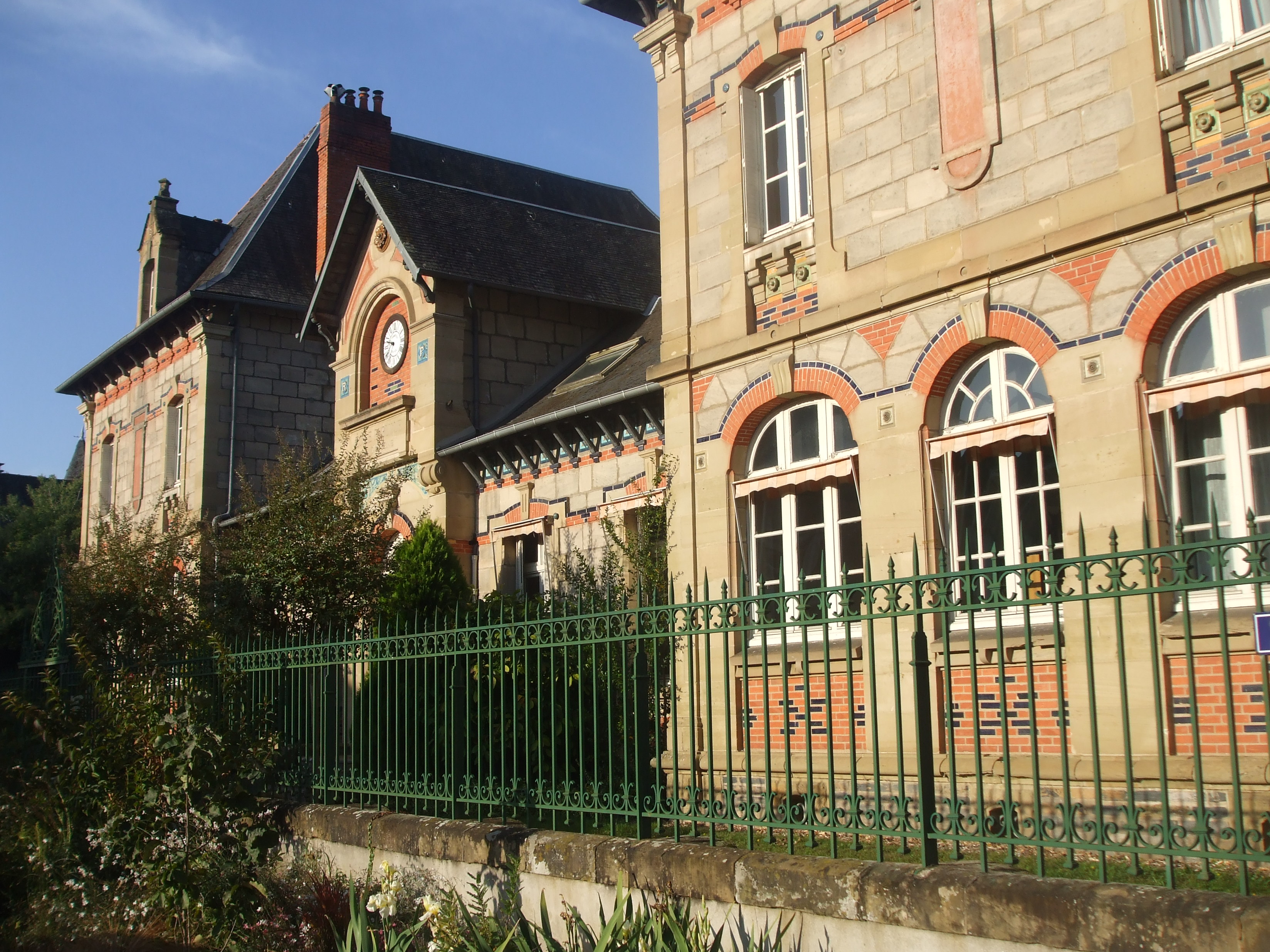
Ancienne école Firmin Marbeau, siège des inspections Brive nord et Brive sud, Brive-la-Gaillarde

Les IEN CCPD ont compétence sur la circonscription. Ils sont les représentants du DASEN, et donc de l'État, dans cette circonscription. Ils n'ont pas le statut de chef d'établissement même s'ils le sont virtuellement car il y a bien « gestion » et « management » de la circonscription. Cela implique la charge de toutes les écoles publiques et l'inspection de tous les enseignants des écoles publiques et privées sous contrat, d'une circonscription qui regroupe souvent un certain nombre de communes. La liste des écoles d'une circonscription est arrêtée par le DASEN.

## Recrutement et formation
Les IEN sont recrutés par concours, dans quatre spécialités (1er degré, information et orientation, enseignement technique, enseignement général). Les candidats reçus sont placés immédiatement en responsabilité dans une circonscription ou en académie et suivent une formation individualisée à l'Institut des hautes études de l'éducation et de la formation (IHEEF).
Un recrutement par la voie d'une liste d'aptitude annuelle est prévu parmi les candidats appartenant aux mêmes corps que ceux permettant l'accès au concours et justifiant de dix années de services effectifs en cette qualité.
Le détachement dans le corps des IEN est ouvert aux fonctionnaires titulaires de l'État, des collectivités territoriales et des établissements publics. Les personnels ainsi détachés bénéficient d'une formation dont les modalités sont fixées par arrêté du ministre chargé de l'Éducation nationale.